# Passengers (2008)
Passengers ist ein US-amerikanisch-kanadischer Mystery-Thriller aus dem Jahre 2008 mit Anne Hathaway und Patrick Wilson. Rodrigo García führte Regie. In den USA wurde er von TriStar Pictures am 24. Oktober 2008 veröffentlicht.

## Handlung
Die Psychotherapeutin Claire Summers wird zur Betreuung einer Gruppe von fünf Überlebenden eines Flugzeugabsturzes gerufen. Einer der Überlebenden ist Eric, der durch sein Verhalten seine Gefühle zu dem Crash zu verbergen versucht, indem er grundlegende Änderungen in seinem Leben vornimmt. Während sich Claire und Eric näherkommen, beginnen Claires andere Patienten nacheinander zu verschwinden. Auf den Rat von Eric hin besucht Claire ihre entfremdete Schwester, um sich mit ihr zu versöhnen. Der Besuch ist erfolglos, da ihre Schwester abwesend ist.
Später, als sie erneut zum Haus ihrer Schwester fährt, trifft sie auf einen Vertreter der Fluglinie. Dieser erzählt ihr, dass bei dem Absturz alle Passagiere ihr Leben verloren haben und dies die Schuld des Piloten sei. In dem Pilotenkoffer, welchen er zurücklässt, findet Claire eine Passagierliste. Auf dieser entdeckt sie, dass sie ebenfalls an Bord dieser Maschine war und erinnert sich an alles, was passiert ist. Sie geht zum Hafen, um Eric bei seinem Boot zu treffen.
Ihr wird klar, dass alle Personen, die sie in den letzten Wochen getroffen hatte, Geister von Freunden und der Familie waren, um ihr verstehen zu helfen, dass sie ebenso wie die anderen Passagiere gestorben ist. Am Ende des Filmes wird Claires Schwester Emma in deren verlassenes Apartment geführt und findet einen Brief, aus dem hervorgeht, dass Claire vorhatte, wieder Frieden mit ihr zu schließen.

## Kritik
Der Film erhielt überwiegend negative Kritiken. So erreichte er nur ein Ranking von 19 % auf der Plattform Rotten Tomatoes.

„Effektvoll inszenierter, überzeugend gespielter Mystery-Thriller, der Vorbilder wie ‚Fearless – Jenseits der Angst‘ und ‚The Sixth Sense‘ zwar nicht verleugnen kann, aber dank seiner Eigenständigkeit gepflegt unterhält.“